# Кикути, Мика
Мика Кикути (яп. 菊地 美香 Кикути Мика, род. 16 декабря 1983 года в городе Мисато префектуры Сайтама) — японская актриса и сэйю. Работает в компании Production Ogi.

## Биография
В 2000 году Мика дебютировала в роли Джанет в японской версии бродвейского мюзикла «Энни». Также она исполняла небольшие роли в японском фильме ужасов «Круг самоубийц» и «Королевская битва 2», пока не получила роль Коумэ Кодо (Умэко) в очередном телесериале 2004 года Tokusou Sentai Dekaranger из серии Super Sentai.
Затем с 2005 года Мика стала заниматься озвучиванием, начав с двух кроликоподобных персонажей по имени Мокона в аниме Tsubasa: Reservoir Chronicle и ×××HOLiC, основанных на популярных манга-сериалах команды CLAMP. На канале NHK она была ведущей детской передачи «Nyanchuu World». Кроме того, Мика вела в Интернете радиопередачи по аниме Tsubasa: Reservoir Chronicle вместе со своей коллегой Юи Макино и по Mai-Otome вместе с Ами Косимидзу. В Mai-Otome Мика озвучивала главную героиню Арику Юмэмию.
В свой день рождения, 16 декабря 2009 года, Мика вышла замуж за актёра Юдзи Киси на 13 лет старше неё. Они познакомились в 2007 году во время японского сценического тура с мюзиклом «Отверженные» и по совпадению оба дебютировали сериале Super Sentai. Развелись в конце 2011 года. В марте 2018 года вышла замуж за актёра Томокадзу Ёсиду.

## Фильмография

### Телевидение
- Tokusou Sentai Dekaranger — Коумэ «Умэко» Кодо/Декапинк
- One Missed Call — Канна
- Kamen Rider Kabuto — Юки Тамаи (гостевое появление в 3 серии)
- «Nyanchuu World» — Мика-тян (ведущая)

### Киноработы
- «Клуб самоубийц»
- «Φ, Phi» — Аяка
- «Королевская битва 2» — Аянэ Яги
- Chō Ninja Tai Inazuma! — Дзюн Тэрада
- Engine Sentai Go-onger: Boom Boom! Bang Bang! GekijōBang!! — Воин Языков Пламени Цукинова

Кроме того, повторила роль Коумэ «Умэко» Кодо/Декапинк в полнометражных проектах франшизы Super Sentai Tokusou Sentai Dekaranger THE MOVIE: Full Blast Action, Tokusou Sentai Dekaranger vs Abaranger, Mahou Sentai Magiranger vs Dekaranger и Gokaiger Goseiger Super Sentai 199 Hero Great Battle.

### Сценические работы
- «Энни» — Джанет
- Morning Musume Musical:Love Century -Yume wa Minakerya Hajimaranai- — Тика
- Ginga Tetsudou no Yoru — Каору
- NOISE — Мами
- My Life — Юми
- «Отверженные» — Козетта

### Озвученные роли
- ×××HOLiC — Мокона Ларг Модоки
- Capeta — Монами Судзуки (в средней школе)
- Mai-Otome — Арика Юмэмия
- Reborn! — Блюбелл
- Tsubasa Chronicle — Мокона Соэль Модоки
- «Покемон» — Николетта

## Дискография
- «My Star» (эндинг аниме Capeta, CD-сингл (AVCA-22878), дебют[2])
- «Hanjuku Heroine» (яп. 半熟ヒロイン☆ Хандзюку хироин, «Недозревшая главная героиня») (заглавная тема веб-радио Mai-Otome; совместно с Ами Косимидзу)
- «Otome wa DO MY BEST desho?» (яп. 乙女はDO MY BESTでしょ？ «Девушка — это та, кто выкладывается на полную, верно?») (эндинг Mai-Otome, совместно с Ами Косимидзу)
- Tokusou Sentai Dekaranger OST (вокал в нескольких песнях)
- Mahou Sentai Magiranger OST: «Tenkuukai no Yasuragi ~ Peace in the Heavens»
- Chou Ninja Tai Inazuma OST: «Thank You ~2007 .Jun ver~»